# ダキア戦争 (1世紀)

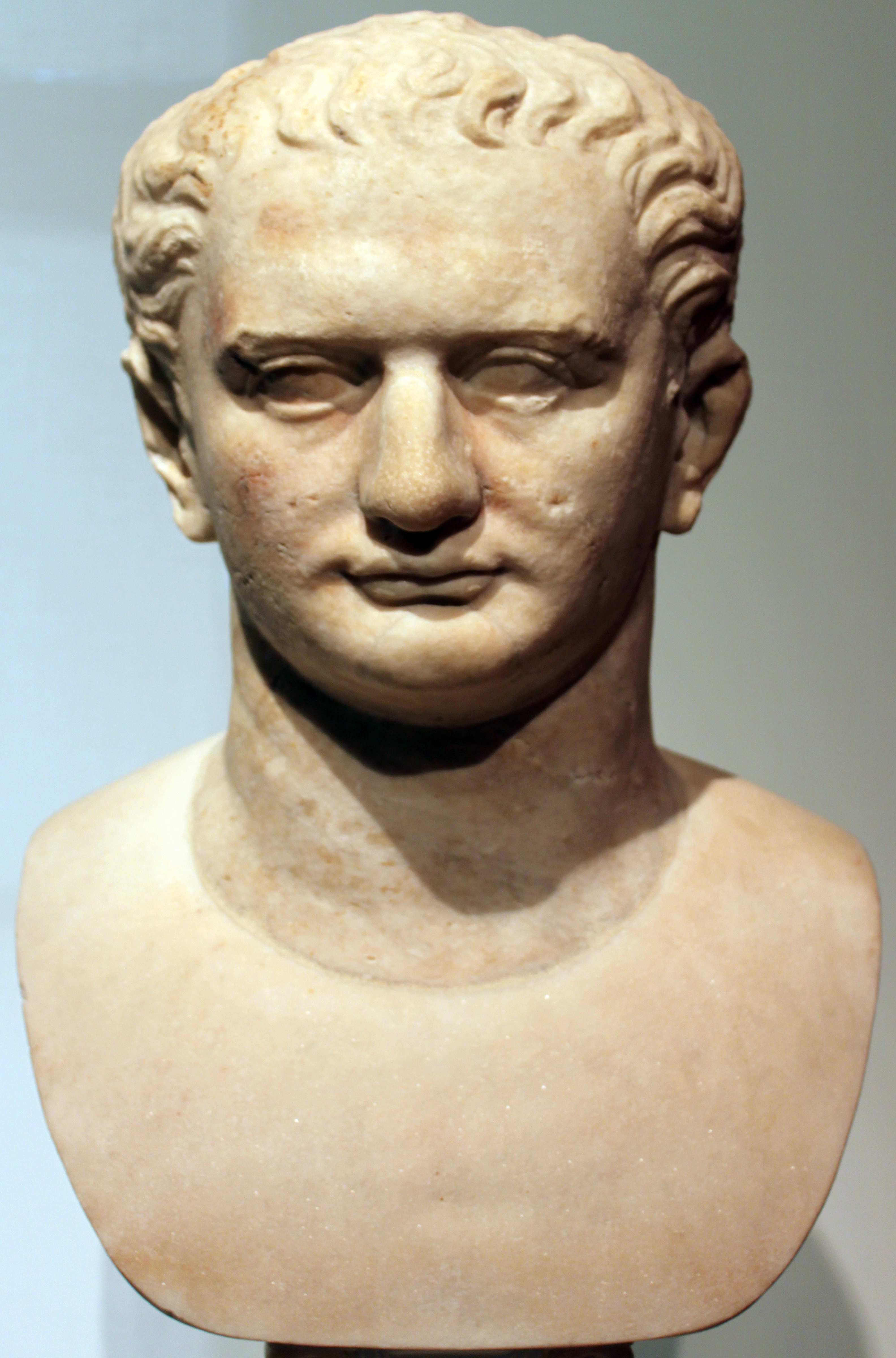
ローマ皇帝ドミティアヌス

ドミティアヌス帝時代のダキア戦争（ダキアせんそう、Domitian's Dacian War）は、86年から88年にかけて、モエシア属州に侵攻したダキア王国とローマ帝国の間で起きた戦争である。ローマ帝国は2個軍団を失う敗北を喫した。ドミティアヌスは帝国内の問題によりダキア人を抑えきることができず、不利な和平を結ばされた。やがて、彼の対ダキア戦略を引き継いだトラヤヌス帝が後にダキアに侵攻し、これを征服することになる。

## ダキア人の侵攻
85年末から86年初頭にかけて、ダキア王ドゥラスがドナウ川下流のローマ帝国の属州モエシア属州に侵攻した。実際に遠征軍を率いたのはディウルパネウスで、次のダキア王デケバルスと同一視されることもあるが、定かではない。不意を突かれたモエシア総督オッピウス・サビヌスと1個軍団（おそらく第5軍団アラウダエ）は殲滅された。
これを受けて、皇帝ドミティアヌスは親衛隊長官コルネリウス・フスクスと共に自らモエシアに赴き、この属州をモエシア・インフェリオルとモエシア・スペリオルに分割し、ダキアへの反攻を計画した。喪失した軍団の穴を埋め、さらに防備を固めるため、ダルマティアから第4軍団フラウィア・フェリクスが、さらに西方から第1・第2軍団アディウトリクスがモエシアに呼び寄せられた。ダキア方面の戦線での指揮を統一するため、シルミウム市はモエシア・スペリオルに編入された。
この次に起きた事態について、歴史家たちの記録は2通りに分かれている。A. Mócsyは、ドミティアヌスは軍の指揮をフスクスに任せて同年のうちにローマに帰り、フスクスはモエシアから侵入者を一掃したとしている。一方でE. T. SalmonやM. Bunsonは、ドミティアヌス自ら軍を率いてダキア人に勝利したうえで、ローマに凱旋したとしている。

## コルネリウス・フスクスの敗北
この86年、勝ちに乗じたコルネリウス・フスクスはドナウ川を渡った。ところが逆に奇襲を受けて軍団は壊滅、フスクスも戦死した。
I. Grumeazaは、この戦いの後にディウルパネウスが「デケバルス」の名を授けられたとし、その名は「10人の野蛮人に匹敵するほど強い」という意味であるとしている。

## 和平
フスクス戦死後の戦争の経緯はよく分かっていない。スエトニウスは「何度かの（ダキア人との）戦いで成功へと向かった」 と述べている。しかし、ゲルマニア・スペリオルのローマ軍司令官ルキウス・アントニウス・サトゥルニヌスが反乱を起こし、さらにヤシゲ族、マルコマンニ族、クアディ族がダキア人との戦争へ兵を出すことを拒否する事態が起きた。ドミティアヌスはダキアから和平を打診しに来た密使を殺してダキア人を攻撃した後、ライン川のゲルマニア戦線に向かったが、敗北してパンノニアに逃げ帰った。ここに至ってローマ帝国はダキア方面で攻勢に出られなくなった。そこでダキア王デケバルスはローマと和平を結ぶため、兄弟のディエギスに全権を与えて派遣した。最終的に結ばれた条約では、デケバルスはローマ人捕虜を返還するのと引き換えに、ローマ人技術者を借りて防衛設備を整え、毎年800万セステルティウスをローマから得ることになり、さらにデケバルスはローマに従属する王として承認された。

## その後
ドミティアヌスの治世の間、ダキアは表向き平和的な従属国となった。しかしデケバルスは、ローマから得た賠償金を防衛のための要塞建設につぎ込んだ。おそらくドミティアヌスはダキアとの再戦を望み、シリアからモエシア・スペリオルに2個騎兵大隊を、パンノニアから5個歩兵大隊を動かした。この計画は彼の暗殺により頓挫したが、後にトラヤヌスがドミティアヌスのダキア政策を引き継ぎ、さらに2個大隊をモエシア・スペリオルのアウクシリアに加えたうえで、ダキア征服に投入した。